# Phyllanthus amnicola
Phyllanthus amnicola är en emblikaväxtart som beskrevs av Grady Linder Webster. Phyllanthus amnicola ingår i släktet Phyllanthus och familjen emblikaväxter. Inga underarter finns listade i Catalogue of Life.